# Cementerio alemán de Valdivia
El Cementerio Alemán de Valdivia (en alemán, Deutsche Friedhof), también conocido como cementerio protestante, es un camposanto histórico y de carácter privado, situado en la ciudad de Valdivia, en la Región de Los Ríos, Chile. Se funda en 1851 por la comunidad de inmigrantes alemanes, como respuesta a la exclusión religiosa en los cementerios católicos locales, especialmente para dar sepultura a personas seguidoras del protestantismo o confesión protestante. (Muñoz, 2023, p. 1152).  
Los cementerios alemanes, en general, son espacios funerarios vinculados a comunidades de colonos o descendientes alemanes. Suelen caracterizarse por su origen fundacional, su estética, sus prácticas funerarias específicas y su relevancia histórica. En el caso de Valdivia, la creación del cementerio respondió a la necesidad de la colonia alemana de contar con un lugar para dar sepultura a sus miembros de manera particular. 

## Historia
En el marco del proceso de inmigración alemana que se vio impulsado por el Estado Chileno con la ley de colonización de 1845, con el fin de ejercer soberanía nacional en los territorios del sur del río Maule, Valdivia se convirtió en una de las principales ciudades de asentamiento de inmigrantes alemanes. Estos colonos fundaron en la ciudad diversas instituciones comunitarias, como escuelas, clubes y centros culturales. En este contexto, surgió también la necesidad de establecer un cementerio propio que se ajuste a su identidad cultural propia de los alemanes y a su religión. 
La historia del Cementerio Alemán de Valdivia se origina en el año 1851, cuando Guillermo Döell dona terrenos a Carlos Anwandter con el objetivo de construir lo que hoy se conoce como el Cementerio Alemán de Valdivia. En 1853, este último lo traspasa al Club Alemán, en el cual se adhirieron unas agrupaciones alemanas, sus estatutos redactados por Carlos Anwandter que redacta “para todos los extranjeros que allí fallecieran sin distinción de la confesión” (Avendaño, 2017, 42).  
Un testimonio gráfico temprano del recinto es el dibujo realizado por Rodulfo Amando Philippi en abril de 1853, donde el Cementerio Alemán de Valdivia aparece claramente delimitado.
Entre los alemanes sepultados en el lugar se encontraban también personas de origen judío. Entre ellos se puede mencionar al químico boticario Moritz Levy Meyer, originario de Breslavia, quien falleció en Valdivia un 13 de marzo de 1873. Según Böhm (1988, citado en Muñoz, 2023, p,1153). “la colonia alemana de ese lugar lo entierra como uno más de los suyos en el Cementerio Alemán”. Este registro muestra que personas de distintas creencias religiosas fueron sepultadas en el recinto.

## Personajes ilustres
Entre los personajes destacados sepultados en el cementerio cabe mencionar a:
- Wilhelm Frick Eltze
- Felipe Westhoff
- Maurice van de Maele
- Ricardo Anwandter von Salis-Soglio

## Ubicación/Entorno
El cementerio Alemán de Valdivia se ubica a extramuros de la ciudad de Valdivia, en la ribera sur del Río Calle-Calle, todo esto “responde a la tendencia sanitaria de la época, marcada por permanentes y graves brotes infecciosos, en la cual se consideraba a los camposantos como potenciales focos de enfermedades”( Muñoz, 2023, p.1154). Su proximidad al río permite el acceso fluvial, lo que es fundamental en los primeros años para trasladar a los colonos desde zonas rurales como la Isla Teja. 
La gradual expansión urbana, así como la notable mejora de la calidad de vida de los colonos, varios de ellos convertidos en esas décadas del siglo XIX en industriales, artesanos y agricultores de valor, hicieron del cementerio alemán un verdadero baluarte de la comunidad protestante que a diferencia del desordenado y descuidado cementerio municipal, reflejaba una fuerte distinción a la sociedad chilena de esa época. Según Muñoz (2023) Todo esto lo llevó a sobresalir en calidad de diseño y planificación, a través de cuidadas tumbas, mausoleos, esculturas de seres angelicales, árboles exóticos y flores coloridas. Estos cambios se hicieron notar desde las primeras décadas del siglo XX, en consonancia con la prosperidad económica alcanzada por la colonia alemana. (p. 1155)
Desde mediados del siglo XIX se encuentra en la orilla sur, entre las calles Ramón Picarte, Pedro Montt y Arturo Prat. Hoy es un atractivo cultural e histórico, donde resalta el diseño de jardines y tumbas, muchas construidas con materiales nobles y decoradas con un estilo característico de la comunidad alemana de esa época. (Muñoz, 2023)

## Arquitectura/Planimetría
El Cementerio Alemán de Valdivia presenta un diseño ordenado, influenciado por la colonización alemana en el sur de Chile. Su planificación combina la funcionalidad propia de un cementerio con elementos simbólicos de la cultura protestante predominante en la región. El trazado del recinto se adapta a las irregularidades del terreno ubicado junto al Río Calle-Calle, lo que permitió optimizar el espacio disponible y responder a las condiciones geográficas del lugar. Las sepulturas se distribuyen en parcelas delimitadas por muros de piedra, mientras que una red de caminos internos facilita tanto el acceso como la circulación en su interior. Esta disposición refleja la influencia cultural alemana, donde la organización racional del espacio y el respeto por los rituales funerarios adquieren particular relevancia, dotando al cementerio de una dimensión identitaria y comunitaria para los colonos asentados en Valdivia. 
Desde el punto de vista arquitectónico, el cementerio alberga una amplia variedad de monumentos y estructuras funerarias, que van desde sencillas cruces de hierro forjado hasta elaborados mausoleos de estilo característico de esa época. Los estilos predominantes incluyen elementos neoclásicos y simbología protestante, lo que aporta al conjunto una estética singular y coherente con las tradiciones europeas de la comunidad alemana. Entre los materiales más utilizados destacan la piedra, el ladrillo y el hierro, reflejando la tradición constructiva germana aplicada a las obras funerarias y contribuyendo a la solidez y durabilidad de las estructuras. 
En términos culturales, el cementerio ha sido interpretado como un espacio que trasciende su función memorial, convirtiéndose en testimonio de la organización social y de los valores de la comunidad alemana en Valdivia. Benavente(2005), como se cita en muñoz (2023), lo describe como “el reflejo de nuestra sociedad, fragmentada en grupos, estratificada en clases”, lo que subraya el carácter simbólico y social de la arquitectura funeraria. Además, cabe destacar que el Cementerio Alemán constituye una de las primeras vistas urbanas al ingresar a Valdivia, especialmente tras cruzar el puente sobre el Río Calle-Calle, lo que refuerza su relevancia tanto histórica como paisajística dentro de la ciudad. 

## Controversias
En 2025, el Cementerio Alemán de Valdivia se vio envuelto en una demanda, interpuesta por 15 de los 645 socios de la Fundación Guillermo Frick, administradora del recinto. Los demandantes alegan falta de transparencia, incumplimiento de normas legales y mala gestión administrativa. La demanda se dirige contra el presidente del directorio de la fundación y representante legal de esta última Roberto Haberveck. Los socios pagan de 1 a 4 UF, entre unos 40 mil a 156 mil pesos chilenos aproximadamente, dependiendo del tipo de sepultura. Este dinero es destinado a los pagos de los trabajadores, los gastos de la fundación entre otros gastos como puede ser la mantención del cementerio. En la demanda, se cuestionó el uso de estos recursos y la ausencia de rendición de cuentas. 
Juan Stolzenbach, uno de los 15 socios demandantes, explicó que la justicia les solicitó recabar información de los últimos 10 años para presentar, además “condenó a la parte demandada al pago de las costas del juicio, por haber sido vencida completamente y no haber tenido motivos plausibles para litigar.” (Muñoz, 2025,p1).
Por último, la Radio Bio Bio se puso en contacto con el director Roberto Haberveck, para hacerle preguntas como “por qué no se ha rendido cuenta a los más de 600 socios de la fundación, qué se ha hecho con el dinero obtenido por el pago de las cuotas y cómo responde a la acusación de deterioro en el Cementerio Alemán.” (Demandan a fundación que administra Cementerio Alemán de Valdivia: socios acusan poca transparencia, 2025). Pese al llamado, el director no quiso responder las preguntas y evitó referirse al tema, diciendo que aún no había sido notificado de la sentencia.